# Schweizer Hitparade
Schweizer Hitparade (англ. Swiss Music Charts / Swiss Hitparade) — головна група чартів Швейцарії. Вони досліджують продажі альбомів та синглів на території країни, встановлюють їх популярність, і потім звітують цю інформацію публічно.
До Swiss Music Charts входять такі чарти:
- Singles Top 100 (працює з 1968)
- Albums Top 100 (працює з 1983)
- Compilations Top 25
- Airplay Top 30

Чарти оновлюються кожної неділі, проте публікуються лише ввечері в середу.